# Лясовиці (Любінський повіт)
Лясовиці (пол. Lasowice, нім. Lehsewitz) — село в Польщі, у гміні Шцинава Любінського повіту Нижньосілезького воєводства.
Населення — 201 особа (2011).
У 1975-1998 роках село належало до Легницького воєводства.

## Демографія
Демографічна структура станом на 31 березня 2011 року:
|          | Загалом | Допрацездатний вік | Працездатний вік | Постпрацездатний вік |
| -------- | ------- | ------------------ | ---------------- | -------------------- |
| Чоловіки | 93      | 18                 | 66               | 9                    |
| Жінки    | 108     | 19                 | 67               | 22                   |
| Разом    | 201     | 37                 | 133              | 31                   |